# Diego Johannesson
Diego „Diegui” Johannesson Pando (ur. 3 października 1993 w Villaviciosa) – islandzki piłkarz występujący na pozycji obrońcy w Realu Oviedo.